# Cristian Gamboa
Cristian Gamboa Luna (ur. 24 października 1989 w Liberii) – kostarykański piłkarz występujący najczęściej na pozycji prawego obrońcy, zawodnik VfL Bochum, do którego trafił w 2019 roku. W reprezentacji Kostaryki zadebiutował w 2010 roku. 